# Ryan McBride Brandywell Stadium

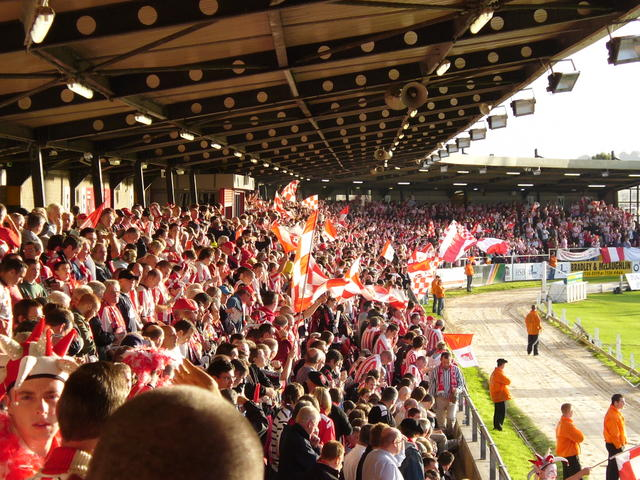
Das Brandywell Stadium im Februar 2007

Das Ryan McBride Brandywell Stadium (irisch Tobar an Fhíoruisce) ist ein Fußballstadion in der zweitgrößten nordirischen Stadt Derry, Vereinigtes Königreich. Der irische Name „Tobar an Fhíoruisce“ lautet so viel wie „Ein Brunnen reinen Wassers“. Genutzt wird das Stadion hauptsächlich für Fußballspiele sowie früher auch für Windhundrennen. Der  Fußballverein Derry City, der seit 1985 jedoch in der League of Ireland, der Fußballliga der Republik Irland spielt, ist hier ansässig.

## Lage und Einrichtungen
Das Brandywell Stadium befindet sich an der Lone Moor Road, südwestlich der Bogside gut einen Kilometer vom Stadtzentrum entfernt. Neben dem Fußballplatz und der Rennpiste befinden sich ein Vereinsheim, ein Vereinsgeschäft sowie Parkplätze für Autos und Busse auf dem Gelände. Besitzer des Stadions ist die Stadt Derry.
Bei Liga- und Pokalspielen bot das Stadion vor den Umbauarbeiten 2017 ein Fassungsvermögen von 7.700 Plätzen. Für Europapokalspiele hat die UEFA die Kapazität des Stadions auf 2.900 Besucher auf den Sitzplätzen beschränkt. Das Spielfeld ist 101,5 Meter lang und 65,8 Meter breit.

## Geschichte
Das Brandywell Stadium wurde bis Ende des 19. Jahrhunderts für Fußballspiele genutzt. Nachdem der Verein Derry City 1928 gegründet worden war, scheiterten Versuche des Vereins, ein eigenes Stadion zu kaufen, am engen Zeitplan. Daher fragte der Verein die Stadt Derry an, ob man das Brandywell Stadium nutzen könne. Seitdem ist Derry City hier ansässig. Da sich das Stadion im städtischen Besitz befindet, konnte der Verein keine Modernisierungsmaßnahmen vollziehen.
Zwischen 1972 und 1985 wurden im Brandywell nur Amateurspiele ausgetragen. Aus Sicherheitsgründen musste Derry City seine Heimspiele in der Irish Football League in Coleraine austragen. 1985 wurde der Verein in die League of Ireland aufgenommen. Im Jahre 1991 wurde die Tribüne „New Stand“ eröffnet. Im Block J findet man die lautesten Derry-City-Fans, während in anderen Bereichen der Tribüne die ruhigeren, reservierteren Fans sitzen. Dieser Bereich wird von den lauten Fans scherzhaft „Library“ (englisch „Bücherei“) genannt. Die lauten Fans standen früher auf der Tribüne „Jungle“, die 2004 abgerissen wurde. Gegenüber dem „New Stand“ befindet sich der „Glentoran Stand“, eine Holzkonstruktion mit Bänken als Sitzplätzen.
2017 wurde das Stadion für sieben Mio. £ modernisiert. Eine neue Tribüne wurde errichtet, die andere renoviert. Die Bahn für die Windhundrennen um das Spielfeld wurde entfernt und neben dem Stadion eine neue Strecke gebaut. Der Naturrasen wurde durch einen Kunstrasen ersetzt. Als Ausweichspielstätte diente der Maginn Park. Nach den Arbeiten fasst die Sportstätte 3.700 Zuschauer auf Sitzplätzen.
Seit September 2018 trägt die städtische Anlage den Namen Ryan McBride Brandywell Stadium, nach dem im März 2017 mit 27 Jahren verstorbenen Spieler Ryan McBride. Der Abwehrspieler war Kapitän von Derry City.

## Sonstiges
2002 wurde das Brandywell Stadium von den Hörern des Radiosenders BBC Radio Five Live zur zehntbeliebtesten Sportarena im Vereinigten Königreich gewählt.